# Betsy DeVosová
Elisabeth Dee „Betsy“ DeVosová (nepřechýleně DeVos, rozená Prince, * 8. ledna 1958 Holland, Michigan) je americká republikánská politička, která v letech 2017–2021 zastávala úřad ministryně školství Spojených států ve vládě Donalda Trumpa. Ve funkci nahradila Johna Kinga mladšího, jenž působil v Obamově kabinetu.

## Život
Je dcerou podnikatele Edgara Prince, její bratr Erik Prince se stal spoluzakladatelem soukromé polovojenské firmy Blackwater (přejmenované na Academi). Vyrůstala v protestantském prostředí, sama se přihlásila ke kalvinismu.
V Republikánské straně se angažovala od roku 1982 na místní úrovni v Michiganu. V letech 1996–2000 a 2003–2005 předsedala Michiganské republikánské straně, místní republikánské organizaci.
Vdala se za Dicka DeVose, syna zakladatele společnosti Amway Richarda DeVose. Se svým manželem má čtyři děti, dva syny a dvě dcery.

## Ministryně školství
Zvolený prezident Donald Trump oznámil 23. listopadu 2016, že ji nominuje na ministryni školství ve své vládě. Zástupci Demokratické strany tuto kandidaturu silně kritizovali, zejména kvůli jejím vazbám na elitní soukromé školy a celoživotní podpoře soukromého školství. Proti potvrzení v Senátu hlasovaly nakonec i dvě republikánské senátorky, Susan Collinsová a Lisa Murkowská. Vyrovnané hlasování 50 : 50 rozhodl až hlas viceprezidenta Mikea Pence z pozice předsedy horní komory, který umožnil schválení DeVosové do ministerské funkce. Jednalo se o první případ v historii, kdy až viceprezidentský hlas rozhodl o senátním potvrzení člena vlády.
Na ministerský post rezignovala 7. ledna 2021, s účinností od následujícího dne, po útoku Trumpových příznivců na Kapitol. V rezignačním dopise prezidentovi označila událost za bod zlomu a uvedla: „Nelze nevidět, jaký dopad měla vaše rétorika na situaci“.